# Piranha Bytes
Piranha Bytes es una empresa alemana desarrolladora de videojuegos conocida por su estilo en los juegos de rol, especialmente de las series de videojuegos Gothic y Risen. El 22 de mayo de 2019 fue adquirida por THQ Nordic y se convirtió en una subsidiaria de la empresa austríaca, con el nombre de Piranha Bytes GmbH.

## Historia
El 12 de octubre de 1997, como parte del desarrollo del videojuego Gothic, la empresa Piranha Bytes Software GmbH fue fundada por Alex Brueggemann, Michael Hoge, Stefan Nyul y Tom Putzki. En 1999, la empresa Piranha Bytes Software GmbH se convirtió en una subsidiaria de propiedad total de Phenomedia AG. Después de un escándalo financiero y la quiebra de la empresa matriz en 2002 los derechos de los videojuegos de Gothic y las marcas fueron trasladados por MBO a la recién fundada Plutón 13 GmbH.
Todos los accionistas son empleados de Plutón 13 GmbH.
El 22 de mayo de 2007, Piranha Bytes anunció la separación de su exeditor, JoWooD. Los Addon Gothic 3: Forsaken Dioses fue el primer juego de la serie Gothic no desarrollado por Piranha Bytes. El 18 de junio de 2007 se anunció que Piranha Bytes y Deep Silver (juegos etiqueta de Koch Media) cooperarán en el futuro.
Después de JoWooD Entertainment se declaró en quiebra en 2011, Piranha Bytes comenzó un nuevo acuerdo de distribución con la empresa que adquirió JoWooD, Nordic Games GmbH.
En Gamescom 2010, Risen 2: Dark Waters fue anunciado; que fue lanzado el 27 de abril de 2012. Una secuela, Risen 3: Titan Lords fue puesto en libertad el 12 de agosto de 2014.
En julio de 2015, Piranha Bytes anunció un videojuego RPG con temas de ciencia y fantasía conocido como ELEX, que fue publicado por la empresa THQ Nordic. El juego fue lanzado el 17 de octubre de 2017.

## Juegos desarrollados
| Año  | Título                        | Plataformas | Plataformas | Plataformas | Plataformas | Plataformas | Plataformas | Plataformas | Plataformas | Plataformas |
| Año  | Título                        | Mac         | PS3         | PS4         | PS5         | Win         | X360        | X1          | XS          | Lin         |
| ---- | ----------------------------- | ----------- | ----------- | ----------- | ----------- | ----------- | ----------- | ----------- | ----------- | ----------- |
| 2001 | Gothic                        | No          | No          | No          | No          | Sí          | No          | No          | No          | No          |
| 2002 | Gothic II                     | No          | No          | No          | No          | Sí          | No          | No          | No          | No          |
| 2003 | Gothic II: Night of the Raven | No          | No          | No          | No          | Sí          | No          | No          | No          | No          |
| 2006 | Gothic III                    | No          | No          | No          | No          | Sí          | No          | No          | No          | No          |
| 2009 | Risen                         | No          | No          | No          | No          | Sí          | Sí          | No          | No          | No          |
| 2012 | Risen 2: Dark Waters          | No          | Sí          | No          | No          | Sí          | Sí          | No          | No          | No          |
| 2014 | Risen 3: Titan Lords          | No          | Sí          | Sí          | No          | Sí          | Sí          | No          | No          | No          |
| 2017 | ELEX                          | No          | No          | Sí          | No          | Sí          | No          | Sí          | No          | No          |
| 2022 | ELEX II                       | No          | No          | Sí          | Sí          | Sí          | No          | Sí          | Sí          | No          |